# Finding Paradise
Finding Paradise est un jeu vidéo d'aventure graphique développé et édité par Freebird Games en 2017. 
Servant de suite à To the Moon et A Bird Story, l'histoire se poursuit avec les médecins Eva Rosalene et Neil Watts qui contribuent à réaliser un souhait pour Colin Reeds, qui est un vieil homme alité. Comme To the Moon, il comporte relativement peu de mécanismes de jeu centrés sur des énigmes, le joueur contrôlant les deux médecins pendant qu'ils les résolvent afin de reconstituer les souvenirs de l'homme mourant afin de réaliser son souhait. 
Le jeu a été entièrement conçu, écrit et composé par le concepteur de jeux indépendant canadien Kan Gao à l'aide du moteur de jeu RPG Maker XP. Le développement du jeu a commencé en 2015 et il est sorti pour Microsoft Windows, macOS et Linux le 14 décembre 2017,.

## Trame

### Accroche
Les Dr Eva Rosalene et Neil Watts travaillent pour la forme Sigmund Corp et ont pour mission de réaliser les rêves de leurs patients en fin de vie. Cette fois, ils doivent réaliser le souhait de Colin Reeds, un vieil homme alité dans une maison de retraite. Pour cela, ils doivent reconstituer les souvenirs de l'homme mourant en explorant sa mémoire à l'aide d'une machine. Mais l'expérience ne se passe pas tout à fait comme prévu et ses souvenirs ne se déroulent pas chronologiquement, comme ils le devraient.

## Système de jeu
Le gameplay de Finding Paradise est similaire à celui du premier jeu de la série, To the Moon, qui a été développé sur le moteur RPG Maker XP. Comme le jeu précédent, il fonctionne comme un RPG classique, mais sans système de parti, ni système de combat. Parce que l'objectif du jeu est plus axé sur l'histoire, la plupart du temps, le jeu tourne autour de la résolution de casse-tête pour les souvenirs de Colin. Cela se fait en interprétant les informations et en éprouvant ses émotions et ses sentiments, et en trouvant des moyens d'approfondir ses souvenirs pour trouver la vérité de son souhait.
Comme pour To the Moon, le jeu se concentre sur l'exploration des souvenirs de Colin pour trouver des objets importants et en collecter de l'énergie pour renforcer la mémoire et se connecter à une mémoire plus éloignée, de son enfance à aujourd'hui. De temps en temps, les joueurs font une pause dans la machine et explorent sa maison et les environs à la recherche de certains indices.

## Développement et publication
Finding Paradise a été développé et édité par Freebird Games pour Microsoft Windows, macOS et Linux par le concepteur de jeux canadien indépendant Kan Gao. Créé à l'aide du moteur RPG Maker XP, le développement a commencé en 2015, un an après la sortie de A Bird Story. 
Dans une vidéo mise en ligne en janvier 2016, Kan Gao diffuse des captures d'écran qui montrent le retour des personnages principaux du premier opus, les docteurs Eva Rosalene et Neil Watts. La vidéo contient également une musique de la nouvelle bande-son du jeu, « Time Is a Place ».
Initialement destiné à être publié à la mi-2017, le jeu a été retardé en raison de problèmes dans la vie personnelle de Gao. Le jeu est sorti le 14 décembre 2017,.

## Musique
| 1.  | Finding Paradise - Trailer Theme               | 02:00 |
| 2.  | Finding Paradise - Title Theme (Short Version) | 01:43 |
| 3.  | A Different Kind of Work                       | 02:05 |
| 4.  | Serenity (from SigCorp Minisodes)              | 03:19 |
| 5.  | Neil's Machine (Vibraphone Vers.)              | 01:03 |
| 6.  | Bestest Detectives (Outdoor)                   | 01:47 |
| 7.  | Bestest Detectives (Indoor)                    | 01:48 |
| 8.  | A Different Kind of Work (Celesta)             | 01:45 |
| 9.  | Neil's Machine                                 | 00:36 |
| 10. | Veil of Perception                             | 02:00 |
| 11. | Having Lived (Finding Paradise Vers.)          | 01:25 |
| 12. | Where Are You                                  | 01:49 |
| 13. | Paper Plane (from A Bird Story)                | 02:54 |
| 14. | Time is a Place (Celesta Vers.)                | 01:55 |
| 15. | Where Are You (Duet Vers.)                     | 01:59 |
| 16. | Home (from A Bird Story)                       | 01:24 |
| 17. | Across the Balcony (Celesta Vers.)             | 01:53 |
| 18. | Time is a Place (Guitar Vers.)                 | 01:56 |
| 19. | Across the Balcony                             | 01:52 |
| 20. | Such Inspire Much Motivate                     | 00:42 |
| 21. | The Right Amount of Dumb                       | 01:39 |
| 22. | Time is a Place (Piano Vers.)                  | 01:55 |
| 23. | Kinda Like an Indie French Film                | 01:24 |
| 24. | The Scale Theme (Piano & Cello Vers.)          | 02:06 |
| 25. | Winds from Our Younger Days                    | 01:56 |
| 26. | The Scale Theme (Guitar & Cello Vers.)         | 00:36 |
| 27. | Paradise (Guitar Vers.)                        | 02:39 |
| 28. | The Scale Theme                                | 01:49 |
| 29. | Hospital Rush                                  | 01:12 |
| 30. | A Moment to Sink In                            | 00:40 |
| 31. | Time is a Place                                | 02:05 |
| 32. | From the Balcony (Finding Paradise Vers.)      | 02:49 |
| 33. | The Right Amount of Dumb Vers. 2               | 01:38 |
| 34. | Think Quietly                                  | 01:51 |
| 35. | Time is a Place (Rehearsal Vers.)              | 01:49 |
| 36. | Floating By (from A Bird Story)                | 02:07 |
| 37. | Paradise (Tropical Vers.)                      | 00:48 |
| 38. | Days Go By                                     | 01:51 |
| 39. | What You're Up To                              | 01:31 |
| 40. | The Mirror Lied (from The Mirror Lied)         | 01:10 |
| 41. | Single-Thread Firewall                         | 02:08 |
| 42. | Something Amiss                                | 01:16 |
| 43. | HNNNNNNGH                                      | 00:18 |
| 44. | Power Overwhelming                             | 01:31 |
| 45. | On the Run                                     | 01:38 |
| 46. | Final Confrontation                            | 01:36 |
| 47. | Breeze (from Quintessence - TBV)               | 01:44 |
| 48. | The Scale Theme (Cello & Guitar Vers. 2)       | 00:39 |
| 49. | Faye's Theme                                   | 03:49 |
| 50. | Time is a Place (Void Vers.) [Unused]          | 02:21 |
| 51. | In the Way                                     | 00:27 |
| 52. | The Fiction We Tell Ourselves                  | 04:29 |
| 53. | Bestest Detectives (Reprise)                   | 00:30 |
| 54. | Wish My Life Away (by Laura Shigihara)         | 04:18 |
| 55. | Faye's Theme (Piano Vers.)                     | 02:00 |
| 56. | Going Home                                     | 00:32 |
| 57. | Ending Theme                                   | 01:59 |
| 58. | Every Single Memory                            | 04:55 |

## Accueil
Finding Paradise a reçu un accueil généralement positif, avec un score sur Metacritic de 81/100 basé sur 18 critiques.

### Accolades
Le jeu a été nommé pour le Off Broadway Award du meilleur jeu indépendant aux New York Game Awards 2019.